# Turó de Sant Llop (Vilobí d'Onyar)
El Turó de Sant Llop és una muntanya de 223 metres que es troba al municipi de Vilobí d'Onyar, a la comarca de la Selva. En el punt més alt s'hi troba en estat ruïnós l'ermita fortificada de Sant Llop. Correspon també al punt més alt del cràter del volcà de la Crosa.